# 金世正
金世正（： Kim Se Jeong */?，1996年8月28日—），韓國女歌手、演員。在偶像选秀节目《PRODUCE 101》榮獲第二名，以限定女團I.O.I成員出道，其所主演的電視劇《社內相親》、《驅魔麵館》、《學校2017》也有不錯的成績，因多方面發展均獲得肯定，常被稱作「God世正」。
曾為Jellyfish娛樂旗下女團gugudan主唱，2016年11月23日以單曲〈Flower Way〉個人出道，2018年7月10日與娜英、美娜組成gugudan第二支小分隊gugudan SEMINA，2020年3月17日發行個人首張迷你專輯《Plant》。2020年12月31日所屬女團gugudan解散，她開始以個人身份活動。現為solo歌手，韓國音樂著作權協會登記編號為10019916。

## 經歷

### 出道前

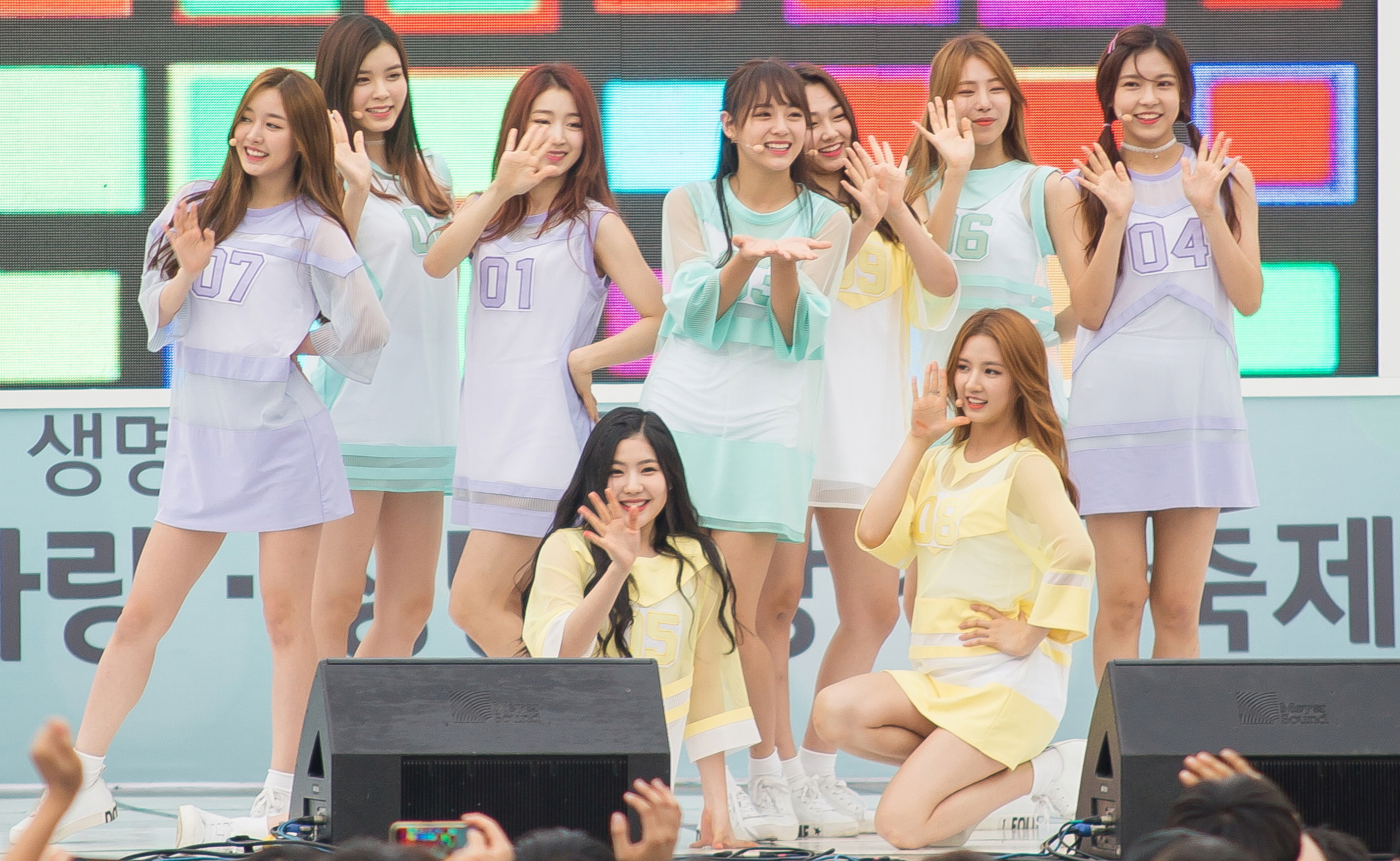
Gugudan於2016年9月4號

世正出生於韓國全羅北道金堤市一個農村家庭。後來父母離異，世正與母親和哥哥搬往京畿道安養市，寄住於親戚家中。姨母曾是網球選手小時家境貧困，曾依靠政府補助過活。
2012年，世正16歲時參加了選秀節目《K-pop Star 2》。於第二輪排名選拔中，與另一名參賽者合唱了太陽 (歌手)的〈I Need A Girl〉，被YG娛樂社長梁鉉錫以優先權選中，到YG娛樂本部接受了兩星期的訓練。但在第三輪第二階段女子組合競賽中遭到淘汰，無緣晉級總決賽。2014年，世正通過Jellyfish娛樂3000：1的海選，成為該公司的練習生，渡過了約二年的練習生生涯。
2015年12月，世正代表Jellyfish娛樂參加了由Mnet所企劃的韓國第一個「經紀公司大型企劃女團」生存實境節目PRODUCE 101。其表現獲得導師和觀眾肯定，包括在兩次導師評價中均獲評「A」級，多次在投票中排名第一，並贏得主唱位置評價第一名。第五集第一次排名儀式結果中，世正得到排名第一，其中提到與母親的經歷，並提到「只走花路吧」。「花路」一詞因而興起，亦成為世正的代表詞。在節目中成績也十分穩定，在八次排名中一直保持在第一及第二的位置，被視為出道組的預期人選，後來亦被後人認為在四季中最為優異的成績。最終世正以國民投票第二名 525,352票的成績，獲得了以I.O.I成員出道的機會，自2016年5月4日起，進行了為期約九個月的活動。期間，世正在6月28日以gugudan成員身份再度出道。

### 個人歌唱生涯

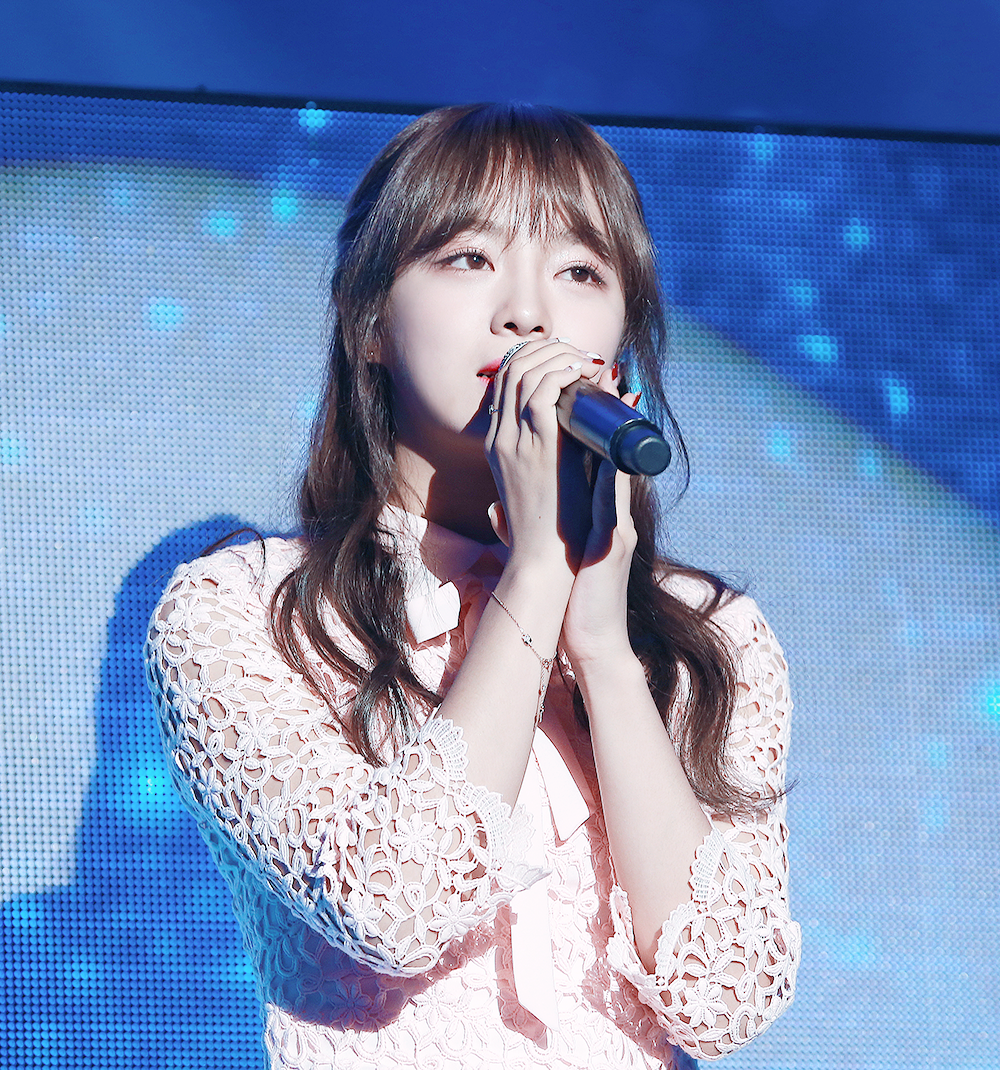
2016年12月29日 世正於《SBS歌謠大戰》上演唱〈Flower Way〉

2016年11月23日，世正成為Jellyfish娛樂「Jelly Box」企劃的第三位歌手，發行個人首張數位單曲《Jelly box Flower Way (Prod. By ZICO)》。〈Flower Way〉一曲是由Block B隊長ZICO在同年6月24日播出的KBS2綜藝節目《歡迎SHOW》中，以世正與母親的故事為靈感創作的抒情歌曲。在音源公開十一小時後，於韓國八大音源排行榜皆獲得實時一位，完成「實時All Kill」。
11月30日，在世正個人出道僅一星期後，於《Show Champion》獲得個人名義首個音樂節目一位。
2017年1月12日，發行SBS水木连续剧《藍色海洋的傳說》插曲〈If Only〉，為世正首度獻唱電視劇原聲帶(OST)。
7月12日，世正與Block B另一成員泰欥合作，參與演唱其單曲〈Love or Not〉。
10月13日，金世正與NCT成員道英透過SM娛樂音樂企劃「SM STATION」第二季，合唱〈Star Blossom（页面存档备份，存于）〉，是一首以鋼琴演奏的旋律搭配管弦樂編曲的爵士歌曲。
2018年5月，世正在其家鄉金堤市參與公益活动，為長者獻唱。
2018年5月18日，Jellyfish娛樂發佈世正翻唱電視劇《夏至未至》插曲 〈追光者 (The Light Runner)〉的片段，在華語地區引起迴響，錄得近五百萬次播放。
2018年9月16日，世正為tvN劇集《陽光先生》獻唱插曲〈情人(Paramour)〉。此曲以歌聲配合鋼琴伴奏的簡約編曲，帶出劇中兩位主角悲劇時代下的愛情故事。
2019年11月27日，Dingo Music宣佈邀請世正參與以療癒為主題的音樂企劃《Dingo X SEJEONG》，並公開首段預告。這是世正自〈Flower Way〉後，相隔三年再度發行企劃單曲。
2019年12月2日，單曲〈Tunnel〉音源公開。Jellyfish娛樂指〈Tunnel〉是一首「以世正溫暖的歌聲，配合多種樂器伴奏，傳達療癒人心訊息的抒情歌」。同年12月18日舉辦《TALK CONCERT （页面存档备份，存于）》小型音樂會。
2020年2月1日，世正發行個人第三首電視劇原聲帶《愛的迫降 - OST Part.8》〈All of my days〉。世正的聲音與〈All of my days〉優美的歌詞和旋律完美地融為一體，有助於自然地喚起戲劇的每一個場景。平靜的旋律和嘴裡的歌詞也能很好地協調一致，給人留下深刻的印象。
2020年3月2日，Jellyfish娛樂宣佈將為世正推出其出道四年以來的首張個人迷你專輯，並發佈載有專輯名稱《Plant》及發行日期的預告照。世正自2019年起進行作曲、填詞等音樂創作，同年12月開始準備此專輯。
2020年3月17日韓國時間下午6時，專輯《Plant》正式發行。主打歌〈Plant〉由韓國創作歌手鮮于貞娥包辦作曲填詞，世正則參與了其餘四首收錄曲的創作，內容圍繞療癒及夢想等主題。專輯發售當周曾排行Gaon專輯榜殿軍。
3月24日，《Plant》獲得《THE SHOW》冠軍，此外该曲分别占据了Bugs、Genie、Soribada的一位、二位、四位。
2020年8月9日，Jellyfish娛樂宣佈將為世正推出第三首個人單曲，並發佈載有單曲名稱《Whale》的預告片段。
2020年8月13日，第三首個人單曲《Whale》音源公開。世正也參與了〈Whale （页面存档备份，存于）〉的作詞作曲，世正談及〈Whale （页面存档备份，存于）〉是她第一首被選為主打歌的自創曲。世正指〈Whale （页面存档备份，存于）〉將無所畏懼的自己比喻成鯨魚，講述尋找自我的內容，是一首鼓舞人心的歌曲。輕快的Trapical House曲風，呈現出海洋般的消暑氣息。
2020年10月13日，世正發行了第四首電視劇原聲帶《青春紀錄 - OST Part.9》〈What My Heart Says〉
《青春紀錄 - OST Part.9》記錄了青年人為實現夢想而目眩神迷的時刻和愛。世正通過用清脆的高音和歌曲的瞬間聲響表達深情的時刻，表現出克制的時刻，改善了歌曲的完美性。
2020年12月20日，世正發行了第五首電視劇原聲帶《驅魔麵館 - OST Part.2》〈Meet again〉世正不但成為《驅魔麵館 - OST Part.2》中的一角都哈娜展現令人驚豔的演技，同時還為該劇獻唱親自作詞、共同作曲的 〈Meet again〉世正發送了四首歌至《驅魔麵館 - OST Part.2》，而〈Meet again〉是在當中揀選的一首。另外三首的其中一首〈Maybe I Am〉也成為《I’m》中的第五首歌。
2021年3月2日，世正與MC Mong合作, 參與其正規第九輯〈 Flower 9 〉中合作演唱第六首單曲〈 Can't We Go Back 〉(돌아갈 순 없을까)
2021年3月18日，Jellyfish娛樂宣佈將為世正推出第二張個人迷你專輯，並發佈載有專輯名稱《I’m》的預告照。
2021年3月29日韓國時間下午6時，第二本迷你專輯《I’m》正式發行。專輯的五首曲目則由世正作曲丶填詞，主要想傳達的是「休息的方式」，《I’m》收錄了世正兒時至今安慰著她的各種真實情感，希望透過這次的作品，告訴目前正感到疲憊的人們「誰都會有覺得自己已經到達臨界點的時刻，為了迎接下一個挑戰，暫時休息一下再繼續往前走也沒關係，這樣接下來的步伐才能夠輕盈地踏出」。《I’m》的歌曲製作是與劇集《驅魔麵館》的拍攝同期進行，在拍攝期間浮現的點子記錄下來並製成歌曲。對世正來說，在演戲期間作曲成為她在忙碌中消除壓力的方式。
2021年7月17日，municon宣佈邀請世正參與翻唱嘻哈情歌的K-POP版本《Baby I love U》，並公開發行日期以及預告照。自《I’m》後，以《Baby I love U》作為三個月後的回歸翻唱單曲。
2021年7月23日，單曲《Baby I love U》音源公開。這首歌是將日本歌手 TEE 嘻哈曲風的情歌，翻唱成 K-POP 版本，由 Iconic Sounds 負責編曲和製作，將原曲的悸動和中毒性，進行更加特別的重新詮釋。世正以特有的清澈音色與清爽的歌唱力，傳達了《Baby I Love U》蘊含的告白訊息。

### 主持與綜藝生涯
2016年4月24日，金世正與李瑞鎮、金鍾國、盧弘喆共同主持的全新綜藝節目《歡迎SHOW》，於網路平台V LIVE上直播，其後在5月6日於KBS2上正式播出。節目初期，世正擔任直播時的助理主持，後來因為展現出良好綜藝感，亦與其他主持人一同參與尋找明星捐獻才藝的環節。於7月22日播出的節目中，金鍾國稱讚世正首度擔任綜藝節目主持的表現，指其為「綜藝寶石」。世正憑此節目獲提名第15屆KBS演藝大賞綜藝部門最佳女子新人獎。
2017年2月19日，美妝節目《Get It Beauty 2017》首播，世正與李荷妮、李世榮、Dara攜手主持。。3月17日，加入綜藝節目《叢林的法則》印度尼西亞蘇門答臘篇，並在節目中展現優秀的生存能力及挑戰精神，表現備受肯定。4月22日，首度擔任大型節目主持人，與朴修弘共同主持《LET'S PLAY 태양 首爾演唱會》。12月30日，憑《叢林的法則》上的表現於第11屆《SBS演藝大獎》贏得最佳挑戰獎。
2018年，加盟Netflix首套原創韓國綜藝節目《明星來解謎》，與劉在錫、李光洙、金鍾旼、安在旭、朴敏英、世勳（EXO）合作擔任節目固定成員。節目由《X-Man》、《家族誕生》的張赫宰PD和《Running Man》的趙孝鎮PD製作，是採事前製作形式播放的犯罪推理節目，於5月4日首播。5月2日，由於在韩国资源振兴院的「2017土耳其k-pop & k-drama排行分析」中獲評為2018最受期待的女演员第一名，獲邀出席韩国-土耳其首脑会议国宴，演唱土耳其歌曲〈Üsküdar’a Gider İken〉，並擔任國宴表演節目的主持人。7月15日起，與金炳萬、河智苑、Nichkhun（2PM）等，共同主持以科學事實為基礎的新概念綜藝節目《伽利略：覺醒的宇宙》。在位於美國猶他州沙漠仿照火星環境的基地，進行火星生活的體驗和完成特定任務。
2019年春季《偶像明星運動會》，世正在女子團體射箭項目與Hana (消歧义)和美娜以91／100的大會紀錄，擊敗TWICE的多賢、彩瑛、子瑜拿下二連冠，再在女子4X100米團體接力拿下銅牌。在女子團體保齡球項目中，與美娜合作拿下155分刷新比賽紀錄，並以73分大勝Celeb Five後，在勝利公約背著安英美，打出右撇子逆向全倒「Brooklyn Strike」。3月1日，與李尚敏及車銀優（ASTRO）共同主持韓國三一運動百週年紀念活動《One K 演唱會》。11月8日，《明星來解謎 (第二季)》於Netflix播出，世正再度擔任其中一位節目固定成員，展開新一季偵探任務。
2020年春季《偶像明星運動會》，世正與Hana (消歧义)和娜英在女子團體射箭準決賽擊敗ITZY，並以93／100的成績再度刷新大會紀錄。其後在決賽擊敗宇宙少女，贏得個人在此項目第三面金牌。3月13日，出演MBC綜藝節目《我獨自生活》，首次公開搬離宿舍後的獨居生活。節目片段截至5月共錄得近四百萬次播放，創下有關節目YouTube頻道新紀錄。
2021年1月21日，《明星來解謎 (第三季)》於Netflix播出，世正再度擔任其中一位節目固定成員，以偵探角色展開新一季任務。

### 戲劇演出生涯
2016年11月8日，世正首次出演劇集，於Naver TV情景喜劇《心裡的聲音》第二集，客串飾演劇中主角趙石（李光洙飾）的鄰家媳婦。並出現在12月30日KBS2播放的電視版《心裡的聲音》第四集中。
2017年6月5日，Jellyfish娛樂確認世正將主演KBS月火連續劇《學校2017》，與金正賢、張東尹等演員合作。劇集製作單位於新聞稿中指「世正獨有的領導才能與陽光開朗的個性，與劇中女主角羅恩好吻合，相信她能展現演技潛質」。2017年7月17日，《學校2017》首播，世正正式作為演員出道。世正憑此劇獲提名包括第54屆百想藝術大獎電視部門女子新人演技獎在內的多個獎項，並於10月27日獲得首屆首爾大獎人氣獎，其後更於12月31日獲得2017 KBS演技大獎最佳女新人獎。
2019年8月5日，與延宇振、宋再臨、朴芝妍等演員合作，主演KBS月火連續劇《讓我聆聽你的歌》。此劇是有關尋回記憶的懸疑愛情故事，劇中世正飾演失去了發生可怕殺人案當天全部記憶，只有在聆聽五音不全的歌曲時才能入睡的女主角。12月31日，憑此劇獲得2019 KBS演技大獎K-Drama 韓流明星賞。
2020年5月13日，公佈將參演於6月4日至7月12日，在首爾奧林匹克公園友利金融藝術廳上演的音樂劇《歸還：那天的約定》。此劇由韓國軍方策劃，為韓戰爆發70週年紀念活動之一，劇情交錯講述在現代發掘戰爭遺骸和在韓戰爆發當時參軍年輕人的故事。其他演員包括正在服兵役的李洪基（FTIsland）、李成烈（INFINITE）、尹智聖、Xiumin和D.O.（EXO）等
。
2020年11月28日，與趙炳圭、劉俊相、廉惠蘭等實力派演員合作，以女主角《都哈娜》的角色出演OCN周末連續劇《驅魔麵館》，該劇創下OCN電視台歷代最高收視並獲得廣大迴響。世正完美詮釋外表冷酷但內心熱情的都哈娜，同時在武打動作上令人驚艷的表現亦大受好評，再次證明世正在歌唱、綜藝與戲劇的全能，人氣攀上高峰。
2021年5月5日，公佈將參演於6月4日至8月22日，在弘大學大學藝術中心大劇院上演的音樂劇《紅皮書》，並公開印有世正以及出演日期、地點的宣傳照。 背景設定在英國的維多利亞時代，女性被視為男性配飾。 世正所飾演的角色，安娜是一個古怪的小說家，她寫了一本撩人的小說《紅皮書》。  《紅皮書》是一部真實地描繪了包括性交在內的一男一女的愛情，喚醒了當時被莊嚴壓迫的人們隱藏的慾望和本能的作品 
2021年7月，金世正確定與安孝燮、薛仁雅、金旻奎合作出演SBS電視劇《社內相親》，劇集於2022年2月28日播出。金世正挑戰一人分飾兩角，分別飾演食品公司的食品開發研究員「申夏莉」和使用假名代替朋友出席相親的「申金熙」，獲得不錯的反響及熱度，也在收視率及Netflix點擊率拿下不錯的成績，使得知名度大幅增加。世正亦為劇集演唱片尾曲〈Love, Maybe（Acoustic Ver.）〉。
2022年7月，由金世正與南潤壽主演改編自日本漫畫家松田奈緒子創作漫畫《重版出來！》的電視劇《今日的網漫》於29號定檔首播，其後則在2022年韓劇品牌大賞中，獲得最佳演技女偶像的獎項。

## 音樂作品

### 正規專輯
| 正規專輯 | 正規專輯                                                                    | 正規專輯 | 正規專輯 |
| 專輯     | 專輯資料                                                                    | 曲目 |          |
| -------- | --------------------------------------------------------------------------- | --- | -------- |
| 1st      | 《門》 - 發行日期：2023年9月4日 - 唱片公司：Kakao娛樂 - 語言：韓語 - 銷量： | 曲目 1. 항해 (Voyage) 2. If We Do 3. Sea of Hope 4. Between Summer and Winter 5. 모르고 그려도 서로를 그리다 6. Top or Cliff 7. Jenga 8. Indigo Promise 9. 편지를 보내요 10. 언젠가 무지개를 건너야 할 때 11. 빗소리가 들리면 |          |

### 迷你專輯
| 迷你專輯 | 迷你專輯                                                                                             | 迷你專輯 | 迷你專輯 |
| 專輯 #   | 專輯資料                                                                                             | 曲目 |          |
| -------- | --- | --- | -------- |
| 1st      | 《Plant》 - 發行日期：2020年3月17日 - 唱片公司：Jellyfish Entertainment - 語言：韓語 - 銷量：10,174+ | 曲目 1. 花盆 (Plant) (화분) 2. 今天也沒關係的 (Hopes For Tomorrow) (오늘은 괜찮아) 3. Skyline 4. 鴨子腳 (Swim Away) (오리발) 5. 在夢中的你 (In My Dream) (꿈속에서 널) |          |
| 2nd      | 《I'm》 - 發行日期：2021年3月29日 - 唱片公司：Jellyfish Entertainment - 語言：韓語 - 銷量：10,641+   | 曲目 1. Teddy Bear 2. Warning (Feat. lIlBOI) 3. 夜晚散步 (Do Dum Chit) (밤산책) 4. 回家吧 (Let's Go Home) (집에 가자) 5. 也許我對你 (Maybe I Am) (아마 난 그대를)      |          |

### 單曲專輯
| 單曲                                     | 單曲           | 單曲              | 單曲                 |
| 專輯名稱                                 | 發行日期       | 曲目              | 備註                 |
| ---------------------------------------- | -------------- | ----------------- | -------------------- |
| 《Jelly box Flower Way (Prod. By ZICO)》 | 2016年11月23日 | 花路 (Flower Way) | 個人出道作品；初一位 |
| 《Dingo X SEJEONG》                      | 2019年12月2日  | 隧道 (Tunnel)     |                      |
| 《Whale》                                | 2020年8月17日  | Whale             |                      |

### 原聲帶(OST)
| 原聲帶 (OST)                         | 原聲帶 (OST)   | 原聲帶 (OST)                  | 原聲帶 (OST) |
| ------------------------------------ | -------------- | ----------------------------- | ------------ |
| 專輯名稱                             | 發行日期       | 曲目                          | 備註         |
| 《藍色海洋的傳說 - OST Part.10》     | 2017年1月12日  | 萬一(If Only)                 | 首張OST      |
| 《陽光先生 - OST Part.13》           | 2018年9月16日  | 情人 (Paramour)               |              |
| 《愛的迫降 - OST Part.8》            | 2020年2月1日   | 我的每一天 (All Of My Days)   |              |
| 《青春紀錄 - OST Part.9》            | 2020年10月13日 | 我心如此 (What My Heart Says) |              |
| 《驅魔麵館 - OST Part.2》            | 2020年12月20日 | 再會 (Meet Again)             |              |
| 《社內相親 - OST Bonus Track》       | 2022年4月5日   | Love, Maybe (Acoustic Ver.)   |              |
| 《驅魔麵館2：全面回擊 - OST Part.2》 | 2023年8月13日  | Once Again                    |              |

### 合作歌曲
| 合作歌曲                                      | 合作歌曲       | 合作歌曲                             | 合作歌曲         |
| 專輯名稱                                      | 發行日期       | 曲目                                 | 合作歌手 / 團體  |
| --------------------------------------------- | -------------- | ------------------------------------ | ---------------- |
| 《PRODUCE 101 - PICK ME》                     | 2015年12月17日 | 〈Pick Me〉                          | PRODUCE 101      |
| 《PRODUCE 101 - 35 Girls 5 Concepts》         | 2016年3月19日  | 〈Fingertips〉                       | Pinkrush         |
| 《Jelly Box - Jelly Christmas 2016》          | 2016年12月13日 | 〈Falling〉                          | Jellyfish Family |
| 《Love or Not》                               | 2017年6月12日  | 〈Love or Not〉                      | 泰欥（Block B）  |
| 《SM STATION Season 2》                       | 2017年10月13日 | 〈Star Blossom〉                     | 道英（NCT）      |
| 《2018 足球國家代表隊 應援專輯 We, the Reds》 | 2018年5月28日  | 〈We, the Reds〉                     | LEO(VIXX)        |
| 《離別的溫度 Run to you》                     | 2018年11月1日  | 〈 離別的溫度 Run to you 〉          | Lyn              |
| 《Flower 9》                                  | 2021年3月2日   | 〈 Can't We Go Back/Can I Go Back 〉 | MC Mong          |
| 《RE：main》                                  | 2021年11月22日 | 〈 To Me 〉                          | 張慧珍           |

## 音樂劇
| 音樂劇                |              |            |            |
| 日期                  | 作品名稱     | 角色       | 性質／備註 |
| 2020年6月4日至7月12日 | 《歸還》     | 海星(過去) | 主角       |
| 2021年6月4日至8月22日 | 《Red Book》 | Anna       | 主角       |

## 話劇
| 話劇                          |            |           |            |
| 日期                          | 作品名稱   | 角色      | 性質／備註 |
| 2023年12月15日至2024年2月18日 | 《Temple》 | Dr.Temple | 主角       |

## 影視作品
| 電視劇                        |          |                         |             |        |        |
| 日期                          | 電視台   | 電視劇名稱              | 角色        | 性質   | 集數   |
| 2016年11月7日至2016年12月8日  | Naver TV | 《心裡的聲音》          | 205號房住戶 | 客串   | 第2集  |
| 2016年12月9日至2017年1月6日   | KBS2     | 《心裡的聲音》          | 205號房住戶 | 客串   | 第4集  |
| 2017年7月17日至2017年9月5日   | KBS2     | 《學校2017》            | 羅恩好      | 女主角 | 全16集 |
| 2019年8月5日至2019年9月24日   | KBS2     | 《讓我聆聽你的歌》      | 洪怡英      | 女主角 | 全32集 |
| 2020年11月28日至2021年1月24日 | OCN      | 《驅魔麵館》            | 都哈娜      | 女主角 | 全16集 |
| 2022年2月28日至2022年4月5日   | SBS      | 《社內相親》            | 申夏莉      | 女主角 | 全12集 |
| 2022年7月29日至2022年9月3日   | SBS      | 《今日的網漫》          | 溫心        | 女主角 | 全16集 |
| 2023年                        | tvN      | 《驅魔麵館2：全面回擊》 | 都哈娜      | 女主角 | 全12集 |
| 2024年                        | ENA      | 《酒醉羅曼史》          | 蔡蓉珠      | 女主角 | 全12集 |
| 2025年                        | MBC      | 《月亮在江邊流淌》      | 朴達利      | 女主角 |        |

## 固定綜藝節目
| 固定綜藝節目                  |                      |                         |                          |                                                                                      |
| 日期                          | 電視台               | 節目名稱                | 集數                     | 備註                                                                                 |
| 2012年11月18日至2013年1月21日 | SBS                  | 《K-pop Star 2》        | 第1-10集                 | 參賽者；演唱歌曲：I Need a Girl、Come On Over                                        |
| 2016年1月22日至4月1日         | Mnet                 | 《PRODUCE 101》         | 全11集                   | 參賽者；演唱歌曲：Something New、Irony（世正最想珍藏的影片）、楊花大橋、Fingertips   |
| 2016年5月6日至10月7日         | KBS2                 | 《歡迎SHOW》            | 全19集                   | 助理主持；演唱歌曲：RAP、Flower Way、火熱告白 舞蹈表演：Trouble Maker、Sistar、Turbo |
| 2017年2月19日至8月9日         | OnStyle              | 《Get It Beauty 2017》  | 第1-22集                 |                                                                                      |
| 2017年3月17日至4月21日        | SBS                  | 《叢林的法則》          | 第1-6集                  | 印度尼西亞蘇門答臘篇；成員介紹：花路之神                                             |
| 2017年6月24日至7月22日        | SBS                  | 《握拳船笛聲》          | 第11-15集                |                                                                                      |
| 2018年1月5日至3月16日         | 《白鐘元的胡同餐館》 | 第1-10集                | 特別主持（缺席EP3、8、9) |                                                                                      |
| 2018年5月4日至6月1日          | Netflix              | 《明星來解謎》          | 第2-10集                 | 演唱歌曲：我真的只有你（在第8集中作為線索）                                          |
| 2018年7月15日至9月9日         | tvN                  | 《伽利略：覺醒的宇宙》  | 第1-9集                  |                                                                                      |
| 2018年8月11日至9月8日         | tvN                  | 《窮遊》                | 第36-40集                | 中國廈門篇                                                                           |
| 2018年9月26日至10月20日       | SBS                  | 《BIG PICTURE FAMILY》  | 第2-5集                  | 實習生                                                                               |
| 2019年11月8日                 | Netflix              | 《明星來解謎 (第二季)》 | 全10集                   |                                                                                      |
| 2021年1月22日                 | Netflix              | 《明星來解謎 (第三季)》 | 全8集                    |                                                                                      |

## 廣播電台
| 廣播電台嘉賓   |                 |                             |                                              |
| 日期           | 廣播電台        | 節目名稱                    | 備註                                         |
| 2016年7月5日   | SBS Power FM    | 《裴成宰的Ten》             |                                              |
| 2017年3月19日  | KBS Cool FM     | 《李洪基的 Kiss The Radio》 | 舞蹈表演：A Girl Like Me 2倍速舞蹈           |
| 2017年11月27日 | SBS Power FM    | 《李菊主的Young Street》    |                                              |
| 2019年12月5日  | SBS Power FM    | 《Cultwo Show》             | 演唱歌曲：Tunnel                             |
| 2019年12月9日  | MBC Standard FM | 《Idol Radio》              | 演唱歌曲：Medley Live、Tunnel、Freestyle Rap |
| 2019年12月10日 | SBS Power FM    | 《朴素賢的Love Game》       | 演唱歌曲：Tunnel、Flower Road                |
| 2019年12月11日 | MBC Standard FM | 《金信英的正午希望曲》      | 演唱歌曲：Tunnel                             |
| 2020年3月19日  | SBS Power FM    | 《Cultwo Show》             | 演唱歌曲：Plant、Tunnel                      |
| 2020年3月24日  | MBC Standard FM | 《金信英的正午希望曲》      | 演唱歌曲：Plant                              |
| 2020年3月25日  | MBC Standard FM | 《Idol Radio》              | 演唱歌曲：Plant、In My Dream                 |
| 2020年3月26日  | MBC Standard FM | 《燦多的星光閃耀的夜晚》    | 演唱歌曲：Plant、Tunnel                      |
| 2020年4月4日   | SBS Power FM    | 《朴素賢的Love Game》       |                                              |
| 2020年4月11日  | KBS Cool FM     | 《姜漢娜的提高聲量》        | 演唱歌曲：Plant Medley                       |
| 2021年3月31日  | SBS Power FM    | 《金昌完的美好早晨》        | 演唱歌曲：Warning                            |
| 2021年3月31日  | MBC Standard FM | 《金信英的正午希望曲》      | 演唱歌曲：Warning                            |
| 2021年4月1日   | SBS Power FM    | 《Cultwo Show》             | 演唱歌曲：Warning、花路                      |
| 2021年4月12日  | NAVER NOW       | 《深夜偶像》                |                                              |
| 2021年5月13日  | KBS Cool FM     | 《姜漢娜的提高聲量》        | 特別DJ                                       |
| 2022年2月25日  | SBS Power FM    | 《崔華靜的Power Time》      |                                              |
| 2022年7月26日  | SBS Power FM    | 《兩點出逃 Cultwo Show》    |                                              |
| 2023年9月6日   | MBC Standard FM | 《金信英的正午希望曲》      | 演唱歌曲:航海                                |
| 2023年9月11日  | MBC Standard FM | 《金伊娜的星光閃耀的夜晚》  | 演唱歌曲：                                   |
| 2023年9月12日  | SBS Power FM    | 《兩點出逃 Cultwo Show》    |                                              |
| 2023年9月13日  | KBS Cool FM     | 《Day6's Kiss The Radio》   | 演唱歌曲：                                   |
| 2023年9月15日  | KBS Cool FM     | 《朴明洙的 Radio show》     | 演唱歌曲：                                   |
| 2023年9月16日  | SBS Power FM    | 《朴素賢的Love Game》       | 演唱歌曲：                                   |

## 大型節目主持
| 大型節目主持   |           |                                 |                                                   |
| 日期           | 電視台    | 節目名稱                        | 備註                                              |
| 2017年4月22日  | V LIVE    | 《LET'S PLAY 태양 首爾演唱會》  | 與朴修弘                                          |
| 2018年5月2日   |           | 《韩国-土耳其首脑会议国宴》     | 擔任MC和表演嘉賓                                  |
| 2019年3月1日   | SBS       | 《One K 演唱會》                | 與李尚敏、車銀優（ASTRO）；三一運動百週年紀念活動 |
| 2019年4月26日  | SBS Radio | 《利川陶瓷器節開幕典禮》        | 與金泰均；Cultwo Show特備節目                     |
| 2019年10月19日 |           | 《釜山同一個亞洲文化節（BOF）》 | 與金在奂、崔普閔（Golden Child）                  |
| 2021年12月29日 | MBC       | 《 MBC演藝大賞 》               | 與全炫茂、李相二                                  |
| 2022年8月30日  | KBS2      | 《2022首爾FESTA 》              | 與車銀優                                          |
| 2022年12月31日 | SBS       | 《SBS演技大賞》                 | 與安孝燮、申東燁                                  |

## 音樂節目
| 音樂節目主持   |           |                               |                          |
| 日期           | 電視台    | 節目名稱                      | 備註                     |
| 2016年7月8日   | KBS2      | 《Music Bank》                |                          |
| 2016年8月2日   | SBS MTV   | 《THE SHOW》                  |                          |
| 2016年10月27日 | Mnet      | 《M! Countdown - 濟州島特輯》 |                          |
| 2016年12月29日 | KBS2      | 《KBS歌謠盛典》               | 擔任待機室主持、特別主持 |
| 2017年3月2日   | Mnet      | 《M! Countdown》              |                          |
| 2017年3月15日  | MBC Music | 《Show Champion》             |                          |
| 2018年2月1日   | Mnet      | 《M! Countdown》              |                          |
| 2019年11月9日  | MBC       | 《Show! 音樂中心》            |                          |
| 2021年3月13日  | MBC       | 《Show! 音樂中心》            |                          |
| 2023年9月8日   | KBS2      | 《Music Bank》                |                          |

| 典禮、演唱會特別演出          |             |                            |                                                 |
| 日期                          | 電視台      | 舞台名稱                   | 演唱歌曲                                        |
| 2016年6月4日                  | SBS         | 《夢想演唱會》             | One Dream                                       |
| 2016年12月26日                | SBS         | 《SBS歌謠大戰》            | Ballad Stage：Uphill Road & Always Christmas    |
| 2017年12月30日                | SBS         | 《SBS演藝大獎》            | Amor Fati                                       |
| 2018年3月18日                 | KBS1        | 《開放音樂會》             | 花路 與 Paul Kim                                |
| 2018年5月21日                 | KBS/SBS/MBC | 《南韓國家隊世界盃出征式》 | We, the reds 與VIXXLEO                          |
| 2019年5月16日                 |             | 《同德女子大學放送祭》     | 25,21、情人                                     |
| 2020年3月29日                 | KBS1        | 《開放音樂會》             | 花路、Plant                                     |
| 2021年4月11日                 | KBS1        | 《開放音樂會》             | Warning、Maybe I am                             |
| 2022年9月30日                 |             | 《蔚山大學放送祭》         | 花路、Skyline、Love,Maybe、Let’s go home、Whale |
| 2022年10月27日-2022年10月28日 |             | 《K-EXPO in Vietnam》2022  | Love,Maybe、flower way                          |

## 獎項

### 大型頒獎禮獲獎獎項
| 年份   | 名稱                     | 獎項                                  | 作品           | 結果 |
| 2016年 | 第15屆KBS演藝大賞        | 綜藝部門最佳女子新人獎                | 歡迎SHOW       | 提名 |
| 2017年 | 第16屆韓國第一品牌大賞   | 2018年最受期待女演員                  | 不適用         | 提名 |
| 2017年 | 第9屆Mnet亞洲音樂大獎    | 最佳女歌手歌唱表演獎                  | Flower Way     | 提名 |
| 2017年 | 第9屆Mnet亞洲音樂大獎    | 最佳年度歌曲獎                        | Flower Way     | 提名 |
| 2017年 | 第11屆SBS演藝大獎        | 最佳挑戰獎                            | 叢林的法則     | 獲獎 |
| 2017年 | 第10屆韓國電視劇節       | 女子新人獎                            | 學校2017       | 提名 |
| 2017年 | 第1屆首爾大獎            | 電視部門女子新人獎                    | 學校2017       | 提名 |
| 2017年 | 第1屆首爾大獎            | 女子人氣獎                            | 學校2017       | 獲獎 |
| 2017年 | 第31屆KBS演技大賞        | 女子新人獎                            | 學校2017       | 獲獎 |
| 2017年 | 第31屆KBS演技大賞        | 網路女子人氣獎                        | 學校2017       | 提名 |
| 2017年 | 第31屆KBS演技大賞        | 最佳情侶獎（與金正賢）                | 學校2017       | 提名 |
| 2018年 | 第54屆百想藝術大獎       | 電視部門女子新人演技獎                | 學校2017       | 提名 |
| 2018年 | 第十六屆年度品牌大賞     | 最佳演技女愛豆                        | 不適用         | 獲獎 |
| 2019年 | 第十八屆FIRST品牌大賞    | 最佳演技女愛豆                        | 不適用         | 獲獎 |
| 2019年 | 第33屆KBS演技大賞        | K-Drama 韓流明星賞                    | 讓我聆聽你的歌 | 獲獎 |
| 2021年 | 第六屆品牌客戶忠誠度大賞 | Idol女演員獎                          | 不適用         | 獲獎 |
| 2021年 | 第十八屆年度品牌大賞     | Multi-tainer獎                        | 不適用         | 獲獎 |
| 2022年 | 第6屆韓國音樂劇大賞      | 女子新人獎                            | Red Book       | 提名 |
| 2022年 | 第七屆品牌客戶忠誠度大賞 | Idol女演員獎                          | 不適用         | 獲獎 |
| 2022年 | 第十九屆年度品牌大賞     | 最佳演技女愛豆                        | 不適用         | 獲獎 |
| 2022年 | 第八屆 APAN Star Awards  | 迷你劇部門女子優秀演技賞              | 社內相親       | 提名 |
| 2022年 | 第八屆 APAN Star Awards  | 最佳情侶獎（與安孝燮）                | 社內相親       | 提名 |
| 2022年 | 亞洲明星盛典             | DCM 人氣獎                            | 不適用         | 獲獎 |
| 2022年 | 亞洲明星盛典             | Best Actor 獎                         | 不適用         | 獲獎 |
| 2022年 | SBS演技大獎              | 最佳情侶獎（與安孝燮）                | 社內相親       | 獲獎 |
| 2022年 | SBS演技大獎              | 迷你劇浪漫及喜劇部門 女子最優秀演技獎 | 社內相親       | 獲獎 |
| 2023年 | 亞洲明星盛典             | 人氣獎                                | 不適用         | 獲獎 |
| 2023年 | 亞洲明星盛典             | Best Actor 獎                         | 不適用         | 獲獎 |

### 音樂節目獎項
| 音樂獎項及提名 |          |           |               |            |      |
| 年份           | 日期     | 電視台    | 節目名稱      | 獲獎歌曲   | 排名 |
| 2016年         | 11月30日 | MBC Music | Show Champion | Flower Way | 1位  |
| 2020年         | 3月24日  | SBS MTV   | THE SHOW      | Plant      | 1位  |

### 主要音乐节目榜单排名
| 音樂節目榜單排名 |                                                                   |                       |                     |                        |                  |                             |                      |                 |
| 專輯 | 歌曲                                                              | Mnet 《M! Countdown》 | KBS2 《Music Bank》 | MBC 《Show! 音樂中心》 | SBS 《人氣歌謠》 | MBC Music 《Show Champion》 | SBS MTV 《THE SHOW》 | 備註            |
| 2016年 |                                                                   |                       |                     |                        |                  |                             |                      |                 |
| Jelly box Flower Way | Flower Way                                                        | 5                     | 4                   |                        | 3                | 1                           | 3                    | 出道單曲 初一位 |
| 2019年 |                                                                   |                       |                     |                        |                  |                             |                      |                 |
| Dingo X SEJEONG | Tunnel                                                            | 2                     | 13                  | 26                     | /                | /                           |                      |                 |
| 2020年 |                                                                   |                       |                     |                        |                  |                             |                      |                 |
| Plant | Plant                                                             | 2                     | 7                   | 6                      | 9                | 3                           | 1                    |                 |
| Plant | SKYLINE                                                           | 7                     | /                   | /                      | /                | /                           |                      | 後續曲          |
| 2021年 |                                                                   |                       |                     |                        |                  |                             |                      |                 |
| I'm | Warning                                                           | 3                     | 14                  | 16                     | 6                | 6                           | 3                    | 首次作词作曲    |
| 2023年 |                                                                   |                       |                     |                        |                  |                             |                      |                 |
| 門 | Top or Cliff                                                      | 14                    | /                   | 19                     | /                | /                           | 3                    |                 |
| \| - 「/」表示未有相關資料 - 「(1)」：兩星期冠軍 - 「[1]」：三星期冠軍 \| - 「 」：無打歌放送 - 「 」：該段時期未設立排行榜 - 「*」：打榜中 \| |                                                                   |                       |                     |                        |                  |                             |                      |                 |
| - 「/」表示未有相關資料 - 「(1)」：兩星期冠軍 - 「[1]」：三星期冠軍                                                                            | - 「 」：無打歌放送 - 「 」：該段時期未設立排行榜 - 「*」：打榜中 |                       |                     |                        |                  |                             |                      |                 |

| 各台冠軍歌曲獎座統計 |      |     |     |           |         |
| Mnet                 | KBS2 | MBC | SBS | MBC Music | SBS MTV |
| 0                    | 0    | 0   | 0   | 1         | 1       |
| 冠軍歌曲總數：2      |      |     |     |           |         |

### 個人榮譽
| 年份 | 名稱                                                                                     |
| 2016 | Produce 101 練習生選出的門面第四名                                                       |
| 2016 | 看起來能很好接受游擊訓練的女團成員第一名                                                 |
| 2016 | Tenasia 選出2016年七大綜藝明星之一                                                       |
| 2016 | Naver 女偶像熱搜榜第一位                                                                 |
| 2016 | 引領chart的男人 2016流行語誘發者一位                                                     |
| 2017 | Insight 選出最適合金髮的六位女藝人之一                                                   |
| 2017 | 最希望成為我们班老师的明星第二名                                                         |
| 2017 | 七月份女性廣告模特品牌評價第一名                                                         |
| 2017 | PD們票選綜藝最佳演出的偶像第一名                                                         |
| 2017 | 想送pepero的明星第三名                                                                   |
| 2017 | PD選出三個Reaction最好的偶像之一（任何放送真的都非常努力 再怎麼辛苦的拍攝現場也不會生氣) |
| 2017 | 第一個單獨登上Big Issue雜誌的idol                                                        |
| 2018 | 2018最受期待女演員第一名                                                                 |
| 2019 | 最能適應公司生活的藝人第一名                                                             |
| 2019 | 最受電視台PD喜愛女團成員 TOP4之一                                                        |
| 2019 | TMI News靠自己成功的idol第二名                                                           |
| 2020 | 2020 TOP10 Best Korean Actress 之一                                                      |
| 2020 | 韓國網友票選素顏最美女星第六名                                                           |
| 2021 | 和網漫原作相似度100%的電視劇演員投票第一名                                               |
| 2021 | 最適合韓服的藝人第一名                                                                   |
| 2021 | 現任PD選出新一代MC界女性希望之星之一                                                     |
| 2021 | TMI News打工能力甲偶像第三名                                                             |
| 2021 | TMI News教練票選身材甲女星第六名                                                         |
| 2022 | 不想和他競爭一個職位的藝人（有sense的辯論+面試通關長相）                                 |

## 外部連結
| 金世正的個人社交平台帳戶 - 金世正的Instagram帳戶（） | 金世正的官方社交平台帳戶 - 金世正的官方Youtube帳戶 （页面存档备份，存于） - 金世正的官方Instagram帳戶 - 金世正的官方Twitter帳戶 （页面存档备份，存于） - 金世正的官方Vlive帳戶 （页面存档备份，存于） - 官方網站 （页面存档备份，存于） - Jellyfish Entertainment Naver Post （页面存档备份，存于） 以上皆為（） - 金世正的官方新浪微博帳戶 （页面存档备份，存于）（中文） | · gugudan 團體 - YouTube上的gugudan頻道 - gugudan的X（前Twitter） - gugudan的Facebook專頁 - gugudan的Instagram帳戶 以上皆為（） | I.O.I 團體 - I.O.I的X（前Twitter） - I.O.I的Facebook專頁 - I.O.I的Instagram帳戶 - I.O.I 官方Daum Cafe專頁（页面存档备份，存于） 以上皆為（） |